# 孫佐 (天順進士)
孫佐（1431年—？），字時相，浙江仁和縣人，明朝政治人物。進士出身。

## 生平
順天府鄉試第二百四十六名。天順四年（1460年）庚辰科會試第一百四十四名，殿試登進士第三甲第三十五名。

## 家族
曾祖孫茂和。祖父孫孟仁。父亲孫愚，曾任御醫。